# Босс (місячний кратер)
Кратер Босс (лат. Boss) — великий ударний кратер поблизу східного лімбу видимого боку Місяця. Названо на честь американського астронома Льюїса Босса (1846—1912). Міжнародний астрономічний союз затвердив назву 1964 року. Утворення кратера відбулось у пізньімбрійському періоді.

## Опис кратера

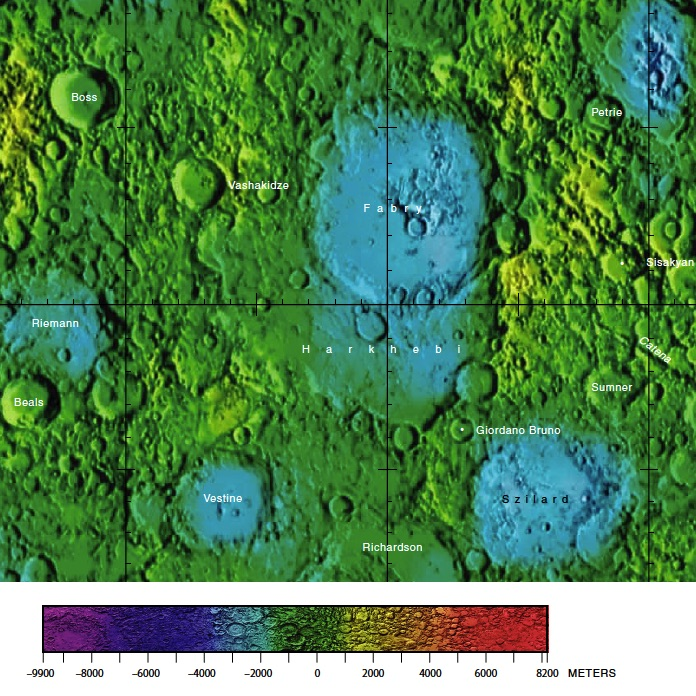
Околиці кратера Босс. Фрагмент карти зворотного боку Місяця.

Найближчими сусідами кратера є кратер Вашакідзе на південному сході, а також кратери Ріманн та Білз на півдні. На півночі-північному заході від кратера знаходиться Море Гумбольдта. Селенографічні координати центру кратера 45°45′ пн. ш. 88°41′ сх. д. / 45.75° пн. ш. 88.68° сх. д., діаметр 50,2 км, глибина 3,66 км.

Кратер має циркулярну форму і практично не зазнав руйнації наступними імпактами. Вал кратера добре окреслено. Висота валу над навколишньою місцевістю становить 1100 м. Внутрішній схил кратера широкий, має терасоподібну структуру. Дно чаші кратера поцятковано безліччю дрібних кратерів, є центральний пік з піднесенням 1180 м, дещо зміщений на північ від центру. Обсяг кратера становить приблизно 1700 км.

## Сателітні кратери
| Босс | Координати                                                | Діаметр, км |
| ---- | --------------------------------------------------------- | ----------- |
| A    | 52°13′ пн. ш. 80°11′ сх. д. / 52.21° пн. ш. 80.18° сх. д. | 29,2        |
| B    | 52°01′ пн. ш. 78°08′ сх. д. / 52.02° пн. ш. 78.13° сх. д. | 14,5        |
| C    | 52°16′ пн. ш. 76°40′ сх. д. / 52.26° пн. ш. 76.67° сх. д. | 22,8        |
| D    | 44°22′ пн. ш. 87°35′ сх. д. / 44.36° пн. ш. 87.59° сх. д. | 15,6        |
| F    | 54°10′ пн. ш. 89°05′ сх. д. / 54.17° пн. ш. 89.09° сх. д. | 30,5        |
| K    | 49°32′ пн. ш. 81°09′ сх. д. / 49.53° пн. ш. 81.15° сх. д. | 20,4        |
| L    | 50°51′ пн. ш. 82°29′ сх. д. / 50.85° пн. ш. 82.48° сх. д. | 41,0        |
| M    | 51°54′ пн. ш. 83°52′ сх. д. / 51.9° пн. ш. 83.87° сх. д.  | 12,9        |
| N    | 52°02′ пн. ш. 85°48′ сх. д. / 52.03° пн. ш. 85.8° сх. д.  | 15,4        |

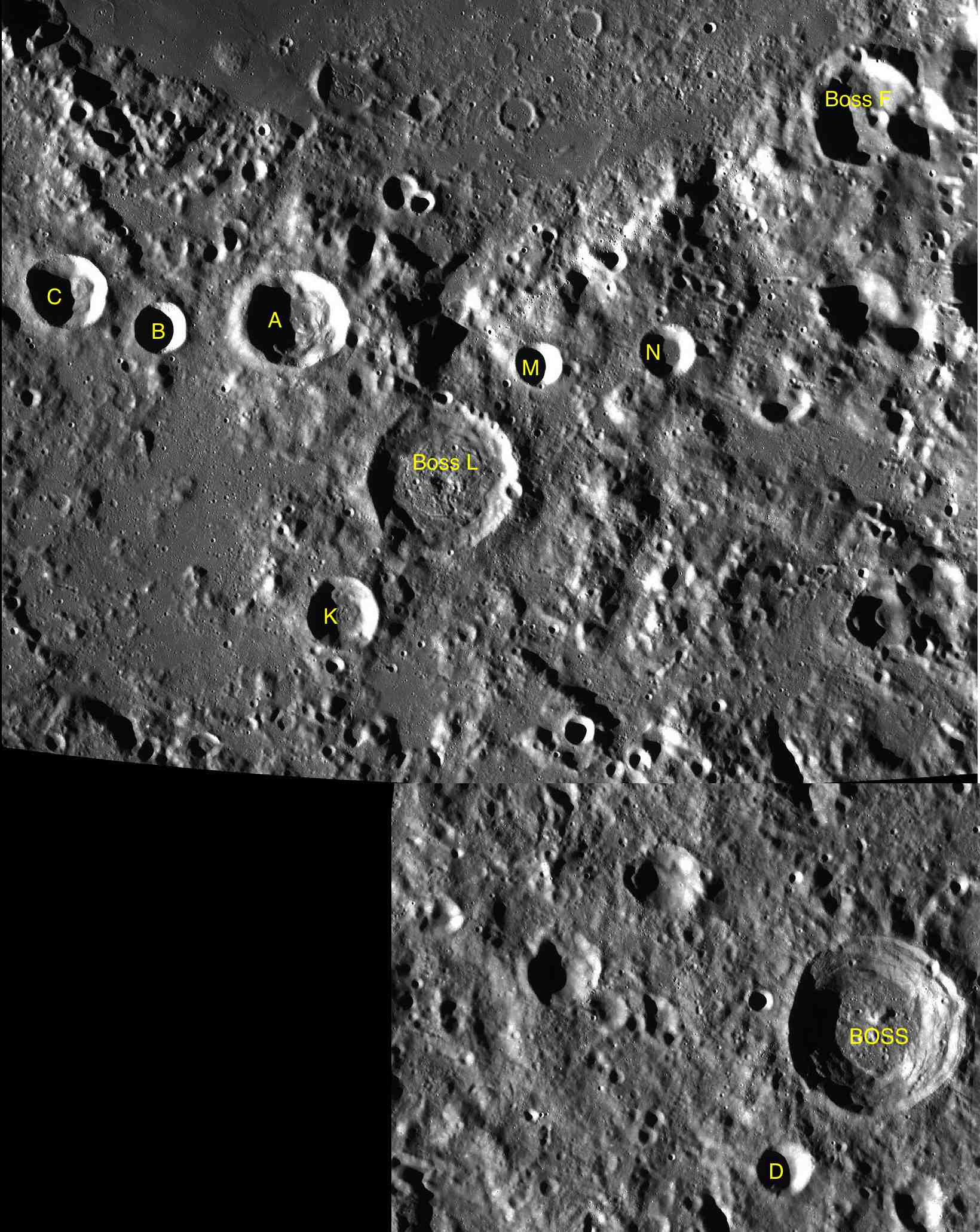
Фрагменти карток LAC-15, LAC-29.

- Утворення сателітного кратера Босс L відноситься до нектарського періоду[1].